# Liste de journaux en Corée du Nord
Cet article est une liste non-exhaustive des journaux diffusés en Corée du Nord.

## Journaux nationaux
- Cheyuk Sinmun[1]
- Choldo Sinmun[2]
- Chongnyon Jonwi[3]
- Joson Inmingun[4]
- Korean News Service (Chosun Tongsin) [5]
- Kyowon Sinmun[2]
- Minju Choson[6]
- Nongup Kunroja[2]
- Rodong Chongnyon[2]
- Rodong Sinmun[7]
- Rodongja Sinmun, organe du Comité Central de la Fédération générale des syndicats de Corée[8]

## Quotidiens provinciaux et municipaux
- Gaeseong Sinmun[8]
- Gangwon Ilbo[8]
- Hambuk Ilbo[8]
- Hamnam Ilbo[8]
- Hwangbuk Ilbo[8]
- Jaggang Ilbo[8]
- Pyeongbuk Ilbo[8]
- Pyeongnam Ilbo[8]
- Pyongyang Sinmun[8]
  - The Pyongyang Times[8]
- Ryanggang Ilbo[8]
- Hwangnam Ilbo[8]

## Publication à l'étranger
- Choson Sinbo
- Minjok Sibo[9]
- Rimjingang (non-officiel, publication privée)